# Hematit
Hematit, chemický vzorec Fe2O3 (oxid železitý), je klencový minerál. Název hematit je řeckého původu, haĩma – αιματoεις (krev) přes latinské haema a vystihuje barvu minerálu. Starší český název je krevel.

## Původ
- magmatický – akcesorický (doplňkový) minerál felsických (světlých) vyvřelých hornin
- hydrotermální – vysokoteplotní hydrotermální žíly
- metamorfní – produkt kontaktní metamorfózy a při metamorfóze páskových železných rud
- sedimentární – vysrážením z mořské vody (oolitické železné rudy); běžný tmel úlomkovitých usazených hornin

## Morfologie
Nejčastěji v zrnitých až celistvých, paprsčitě vláknitých až zemitých agregátech, složený z oválných útvarů velikosti hrachu až máku. Méně často v hrubě krystalických agregátech nebo šupinatý. Krystaly jsou vzácné, mají tvar šupinek, tabulek, romboedrů, často dvojčatí.

## Vlastnosti
- Fyzikální vlastnosti: Tvrdost 5-6 (zemité formy i 1), hustota 5,2 g/cm³, neštěpný – odlučnost je podmíněna dvojčatěním podle {0001}, lom lasturnatý, křehký. Antiferomagnet, slabě magnetický.
- Optické vlastnosti: Barva: červená, hnědá, šedá až černá, lesk kovový, matný, průhlednost: průsvitný až opaktní, vryp višňově červený, červenohnědý.
- Chemické vlastnosti: Složení: Fe 69,94 %, O 30,06 %, příměsi Ti často až do 9 %, Mn, Al. Rozpustný v koncentrované HCl. Před dmuchavkou se netaví. Žíháním v oxidačním plameni se mění v magnetit.

## Polymorfie
- maghemit

## Odrůdy

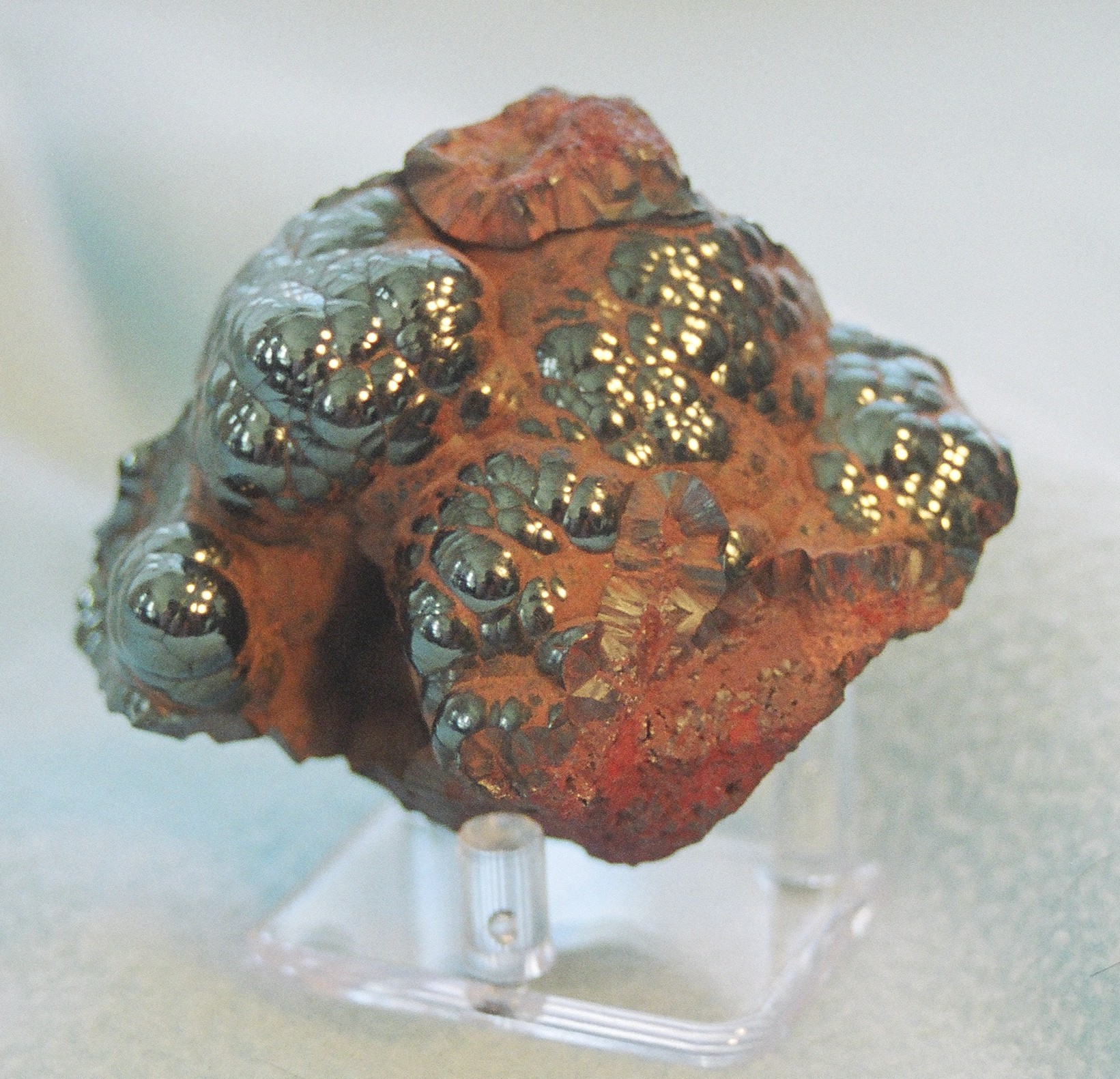
Tzv. lebníkový hematit (Michigan, USA)

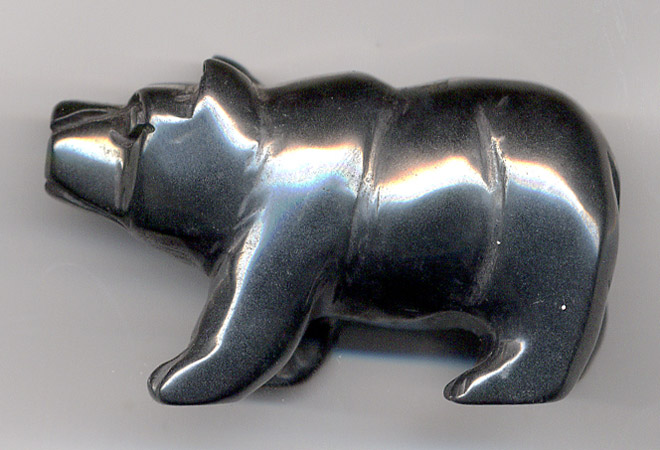
Medvěd vyřezaný z hematitu

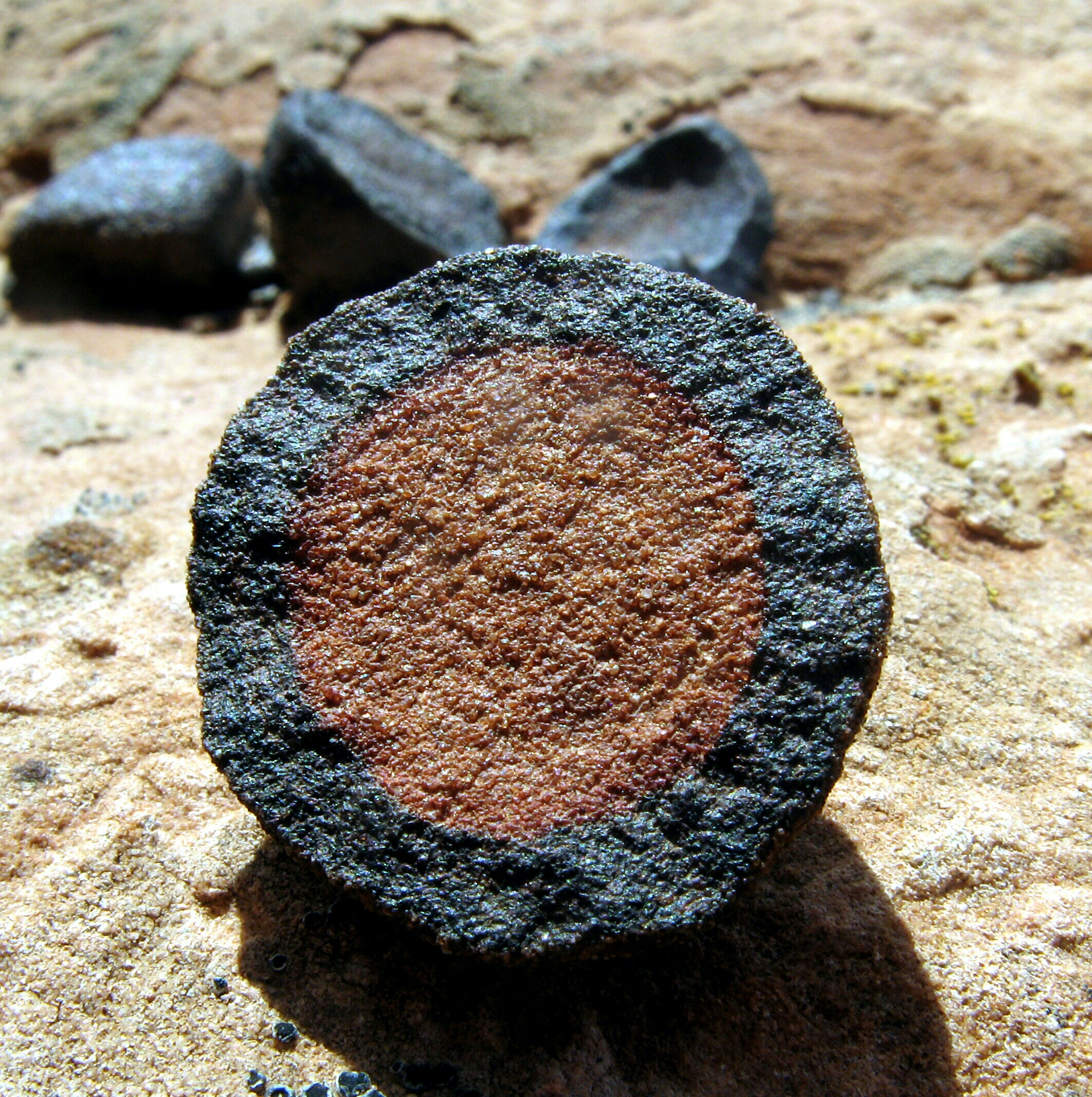
Rozpůlená hematitová kulička, zvaná moqui marble (USA)

- Rozpůlená hematitová kulička, zvaná moqui marble (USA)spekularit
- hematitová růže

## Podobné minerály
- goethit, limonit, pyrofanit, ilmenit, magnetit, chromit

## Parageneze
- ilmenit, rutil, magnetit (v přeměněných a vyvřelých horninách); goethit, siderit, lepidokrokit (sedimenty).

## Získávání
Hematit se těží v povrchových dolech za pomoci těžké techniky.

## Využití
Důležitá ruda železa, čistý obsahuje až 70 % železa. Jemnozrnný zemitý a mletý se používá jako barvivo (rudka) nebo lešticí prášek. Někdy jako ozdobný a drahý kámen (fasetové brusy, kabošony, gemy).

## Naleziště
Hojný minerál. Způsobuje červené zabarvení půdy.
- Česko – Narysov, (dříve Horní Blatná, Bludná, Hradiště u Klášterce nad Ohří)
- Slovensko – Rudňany, Rožňava
- Švédsko – Striberg, Norberg, Blötberg
- Ukrajina – Kryvyj Rih, v ložisku je součástí páskované železné rudy
- Rusko – Kursk
- Brazílie – Mato Grosso
- Austrálie
- Čína
- a další